# علی صانعی
علی صانعی آرانی (زاده ۲۸ ژوئن ۱۹۷۳) بازیکن سابق و مربی فوتسال اهل ایران است.
قهرمانی تحت عنوان سرمربی با تیم ملی ب ایران در مسابقات کافا 2023
قهرمانی با تیم فوتسال بانک سامان در لیگ کارگری کشوری 2022